# Tephritocampylocera abessinica
Tephritocampylocera abessinica är en tvåvingeart som beskrevs av Willi Hennig 1937. Tephritocampylocera abessinica ingår i släktet Tephritocampylocera och familjen Pyrgotidae.
Artens utbredningsområde är Etiopien. Inga underarter finns listade i Catalogue of Life.